# Лезнов, Николай Семёнович
Николай Семёнович Лезнов (1904—1984) — советский материаловед.

## Биография
Родился 4 (17 декабря) 1904 года в Ельце (ныне Липецкая область). Окончил МХТИ имени Д. И. Менделеева. доктор технических наук (1955), профессор (1972).
С 1943 работал во ВИАМ на инженерных и научных должностях.
Внес большой вклад в развитие химии кремнийорганических соединений. Им открыт новый оригинальный способ получения кремнийорганических твердых и жидких олигомеров, разработана технология их получения, организовано промышленное производство полимерных матриц для высокотермостойких полимерных композиционных материалов. На основе этих продуктов создана широкая гамма ракетно-космических материалов, отличающихся технологичностью, повышенными термическими и физико-механическими свойствами (стеклотекстолиты радиотехнического, теплозащитного, электротехнического и конструкционного назначения, прессматериалы, термо- и топливостойкие герметики, компаунды, клеи, покрытия, пенопласты). Пенопласт ППИ-1 был использован в качестве теплозащитного материала на АМС серии «Венера».
На основе его исследований разработано не менее 15 материалов теплозащитного и радиотехнического назначения, которые нашли применение в изделиях МКБ «Факел» имени П. Д. Грушина, КОНБ «Союз», НПО Машиностроения, СКБМ (ф), МКБ «Радуга», ОАО "ОКБ «Новатор», ГМКБ «Вымпел», КБМ (Коломна), Боткинского завода.
Автор более 50 авторских свидетельств на изобретения.

## Награды и премии
- Сталинская премия третьей степени (1950) — за разработку и внедрение новых авиационных двигателей.
- заслуженный деятель науки и техники РСФСР (1965)
- орден Ленина.